# Marcin Bay-Rydzewski

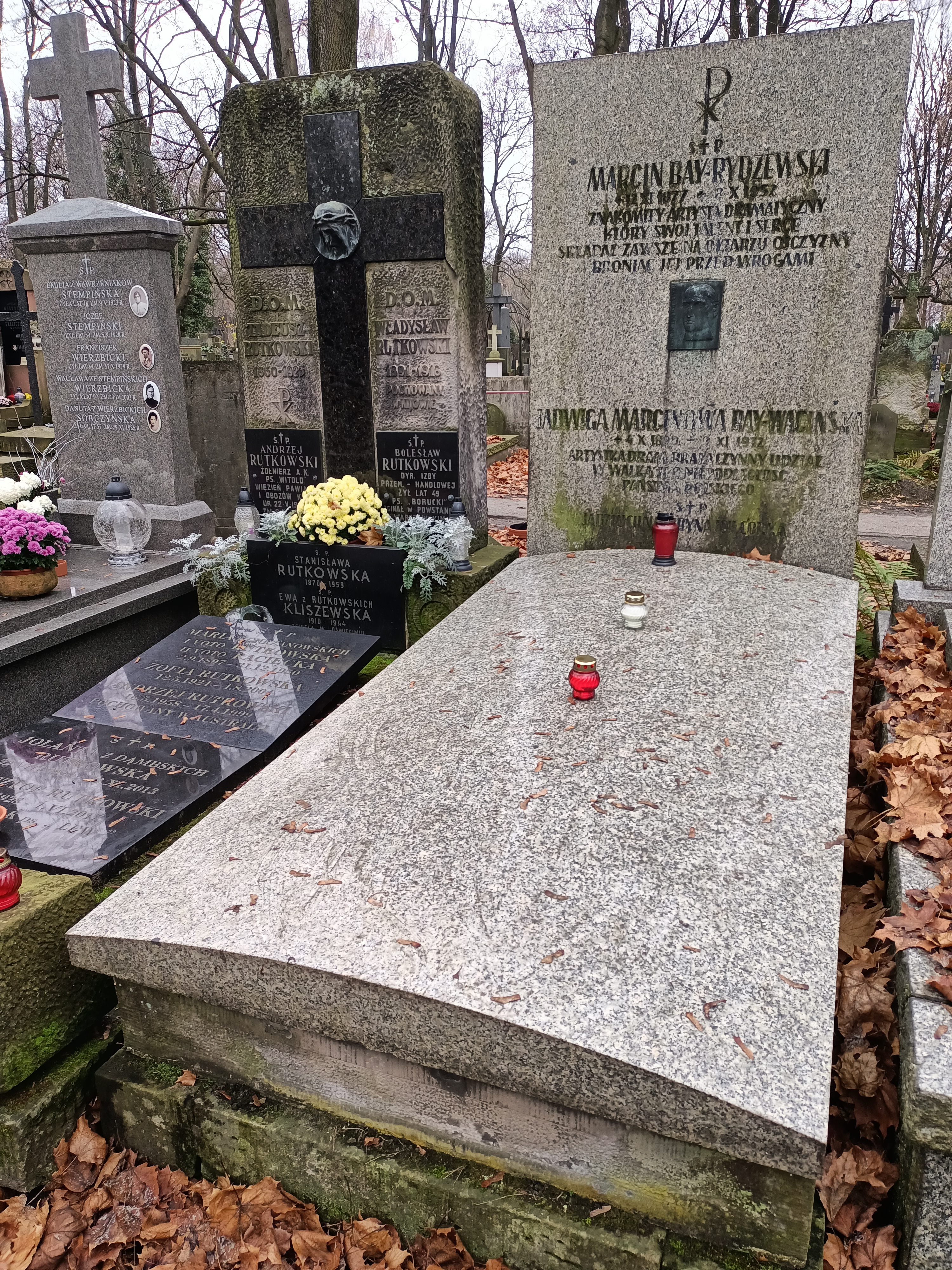
Nagrobek Marcina Bay-Rydzewskiego na cmentarzu Powązkowskim w Warszawie

Marcin Bay-Rydzewski (ur. 12 listopada 1877 w Grodzisku Dolnym, zm. 6 września 1952 w Warszawie) – polski aktor teatralny i filmowy, reżyser teatralny.

## Życiorys
Ukończył gimnazjum w Przemyślu, a następnie odbył służbę wojskową w armii austro-węgierskiej. Na scenie debiutował w 1902 roku, najprawdopodobniej pod nazwiskiem Rojewski. Pod własnym nazwiskiem (Rydzewski) występował w latach 1908–1910 w Teatrze Miejskim w Krakowie, a następnie w Teatrze Popularnym w Łodzi (1910–1912) oraz w Warszawie (Teatr Artystów 1911, Teatr Mały 1913–1914). Po wybuchu I wojny światowej wstąpił do Legionów Polskich. Dostał się do niewoli rosyjskiej, spędzając trzy lata w obozie jenieckim. Po ucieczce z obozu przedostał się do Kijowa, gdzie w 1918 roku został zaangażowany do tamtejszego Teatru Polskiego.
W okresie międzywojennym, już pod nazwiskiem Bay-Rydzewski, występował w Łodzi (Teatr Miejski 1918–1919), Lwowie (Teatr Miejski 1919–1921), Warszawie (Teatr Rozmaitości 1921–1922, Teatr Komedia 1922–1923, Teatr im. A. Fredry 1923-1924, Teatr im. W. Bogusławskiego 1925-1926, Teatr Odrodzony 1926, Teatr Letni, Teatr Narodowy 1927–1931, Teatr Nowa Komedia 1934–1935, Teatr Ateneum 1935–1936), Teatr Malickiej 1936–1939) oraz w Poznaniu (Teatr Nowy 1926–1927), gdzie również reżyserował. Ponadto, w sezonie 1924/1925 był członkiem zespołu objazdowego Władysława Lenczewskiego.
Po zakończeniu II wojny światowej występował w Miejskich Teatrach Dramatycznych w Warszawie (1945–1948), Teatrach Dramatycznych w Częstochowie (1949–1950) oraz w Toruniu.
Był bratem Franciszka Bay-Rydzewskiego – również aktora. Podczas pobytu w Łodzi (1918–1919) zawarł związek małżeński z aktorką Jadwigą Wacińską, natomiast wcześnie był najprawdopodobniej mężem Jadwigi Tochmańskiej. Został pochowany na Cmentarzu Powązkowskim w Warszawie.

## Filmografia
- Pan Twardowski (1936)
- Ostatnia brygada (1938) – lokaj
- Kościuszko pod Racławicami (1938) – generał Aleksander Tormasow